# Eleccions al Parlament Europeu de 1994 (Grècia)
Les eleccions al Parlament Europeu es van celebrar a Grècia el 12 de juny de 1994 per escollir els 25 membres grecs del Parlament Europeu. Els membres eren elegits per representació proporcional de llistes de partit, amb un llindar electoral del 3%.

## Resultats
Les eleccions de 1994 van ser les quartes al Parlament Europeu en què va participar Grècia. El governant PASOK sota el lideratge de l'envellit Andreas Papandreu va aconseguir superar el partit conservador de l'oposició Nova Democràcia. Una escissió d'aquest últim, la Primavera Política, va quedar sorprenentment tercer per davant del Partit Comunista i de Sinaspismós, que van repetir els mateixos resultats que al 1989.
|             |                                          |        |           |       |          |     |
| Candidatura | Candidatura                              | Grup   | Vots      | %     | Resultat | +/- |
|             | Moviment Socialista Panhel·lènic (PASOK) | PSE    | 2.458.657 | 37,64 | 10 / 25  | 1   |
|             | Nova Democràcia (ND)                     | PPE    | 2.133.405 | 32,66 | 9 / 25   | 1   |
|             | Primavera Política (PA)                  | ADE    | 564.787   | 8,65  | 2 / 25   | 2   |
|             | Partit Comunista de Grècia (KKE)         | GUE    | 410.747   | 6,29  | 2 / 25   | =   |
|             | Synaspismós (SYN)                        | GUE    | 408.072   | 6,25  | 2 / 25   | =   |
|             | Renovació Democràtica (DIANA)            | -      | 182.525   | 2,79  | 0 / 25   |     |
|             | Unió de Centristes (EK)                  | -      | 77.951    | 1,19  | 0 / 25   |     |
|             | Altres                                   | -      | 296.627   | 4,54  | -        |     |
| Totale      | Totale                                   | Totale | 6.532.691 |       | 25       |     |

## Diputats electes

### PASOK
| 1. Dimitris Tsatsos     |
| 2. Christos Papoutsis 1 |
| 3. Paraskevas Avgerinos |
| 4. Kostas Klironomos    |
| 5. Yiannis Roubatis     |
| 6. Àngela Kokkola       |
| 7. Stelios Panagopoulos |
| 8. George Katiforis     |
| 9. Nikos Papakyriazis   |
| 10. Irini Lambrakis     |

1 Christos Papoutsis va ser substituït per Giannos Kranidiotis el gener de 1995, per ser substituït al seu torn per Anna Karamanou el febrer de 1997.

### Nova Democràcia
| 1. Timos Christodoulou   |
| 2. Antonis Trakatellis   |
| 3. Nana Moushuri         |
| 4. Stelios Argyros       |
| 5. G. Dimitrakopoulos    |
| 6. Pavlos Sarlis         |
| 7. Panagiotis Lambrias   |
| 8. George Anastasopoulos |
| 9. Kostis Hatzidakis     |

### Primavera Política
| 1. Katerina Daskalaki |
| 2. Nikitas Kaklamanis |

### KKE
| 1. Vassilis Efraimidis |
| 2. Giannis Theonas     |

### Synaspismós
| 1. Alekos Alavanos        |
| 2. Michalis Papagiannakis |